# Love + Fear
Love + Fear è il quarto album in studio della cantautrice britannica Marina, pubblicato il 26 aprile 2019.

## Antefatti
Dopo l'uscita di Froot, Diamandis ha preso una pausa dai tour per poter trovare nuove ispirazioni creative. Nel giugno 2016, Diamandis ha rivelato di aver iniziato a scrivere nuovo materiale. A dicembre 2016, il gruppo elettronico Clean Bandit ha confermato che Disconnect, una canzone con cui si erano esibiti insieme a Diamandis al Coachella Valley Music and Arts Festival 2015, sarebbe stata inclusa nel loro nuovo album; è stata rilasciata come singolo nel giugno 2017 e lo hanno eseguito al Glastonbury.
Per raggiungere un nuovo passo della sua carriera, Diamandis ha annunciato tramite Twitter nel 2018 che il suo nome d'arte sarebbe diventato più semplicemente "Marina" (stilizzato in "MARINA"), spiegando così il motivo di questo cambiamento:
Nel novembre 2018, una seconda collaborazione con i Clean Bandit e il cantante portoricano Luis Fonsi, Baby, è stata rilasciata.
Dopo l'annuncio, è stato rivelato che il disco sarebbe stato un doppio album, suddiviso in due raccolte di otto tracce ciascuna (Love e Fear); entrambe le due parti si rifanno alla teoria della psicologa svizzera Elisabeth Kübler Ross secondo cui gli umani sono capaci di provare solo queste due emozioni: l'amore e la paura.

## Promozione
Il 31 gennaio 2019, Diamandis ha anticipato l'imminente uscita dell'album postando una foto sul suo profilo Instagram con la didascalia "8 giorni". Il giorno successivo, in un'intervista, ha rivelato che il nuovo album sarebbe uscito nei primi mesi del 2019. Il 6 febbraio 2019 è stato rivelato che il singolo apripista dell'album sarebbe stato Handmade Heaven, pubblicato due giorni dopo sulle piattaforme digitali e accompagnato da un video musicale diretto da Sophie Muller.
Il disco è stato annunciato dall'artista su Instagram il 14 febbraio 2019, rivelando che sarebbe stato composto da "due raccolte di otto brani che formano un set". Il 1º marzo 2019 viene pubblicato il secondo estratto, Superstar, e il 22 dello stesso mese il terzo, Orange Trees. Il 4 aprile 2019 viene rilasciata anticipatamente la prima parte, Love. L'8 aprile è la volta di To Be Human come quarto singolo estratto, accompagnato da un video musicale su YouTube, in relazione al quale Diamandis rivela:
Il 30 agosto 2019 su Spotify Karma risulta come quinto singolo estratto da Love + Fear, primo della parte Fear. La cantante si esibisce promuovendo il singolo e l'imminente tour il 3 settembre 2019 al Jimmy Kimmel Live!.
Il 13 settembre dello stesso anno esce l'EP Love + Fear (Acoustic), contenente cinque brani dell'album in studio riadattati in versione acustica, ovvero Superstar, Orange Trees, True, Karma e No More Suckers.

## Accoglienza
L’album ha ricevuto recensioni contrastanti dai critici musicali. Su Metacritic ha totalizzato un punteggio medio di 62 su 100, basato su 8 recensioni. L'user score raggiunge un punteggio di 8.1 su 10, generato da più di 210 recensioni. Inoltre, sempre su Metacritic si colloca come il 13º album più discusso del 2019 e il 57° più condiviso nel 2019.
Discrete le recensioni di Clash, Classic Pop Magazine e The Line of Best Fit, che danno tutte e tre il punteggio di 7/10. Altrettanto discrete le recensioni di The Independent e NME, che valutano l'album con tre stelle su cinque.
Molto buono il posizionamento sulla Billboard 200, raggiungendo la 28ª posizione per una settimana, diventando - dopo Froot, che aveva raggiunto l'8ª posizione - il secondo miglior album di Marina per quanto riguarda tale classifica. Infatti, Electra Heart, era arrivata appena 31ª.
Ottime le recensioni di The Edge, il magazine di intrattenimento dell'Università di Southampton, che dà cinque stelle su cinque, definendolo un "must-li-ten", e di All Music che assegna all'album quattro stelle su cinque. Anche Dork valuta molto positivamente l'album con un massimo di quattro stelle su quattro, scrivendo che "Marina sta sbocciando nella perfetta icona del pop odierno".
Abbastanza deludente è, invece, il giudizio di Pitchfork, che dà il voto di 5.4/10. Poco positiva è anche la recensione di Q, che conferisce all'album soltanto due stelle su cinque.

## Tracce
Love
Love è la prima parte dell'album, pubblicata il 4 aprile 2019
1. Handmade Heaven – 3:30 (testo: Marina Diamandis – musica: Joel Little)
2. Superstar – 3:54 (testo: Marina Diamandis, Benjamin Berger, Ryan McMahon, Ryan Rabin – musica: Sam de Jong, Captain Cuts)
3. Orange Trees – 3:08 (testo: Marina Diamandis, Kaj Hassle, Oscar Görres, Jakob Jerlstrom – musica: Oscar "OzGo" Görres)
4. Clean Bandit – Baby (feat. Marina e Luis Fonsi) – 3:25 (testo: Jack Patterson, Camille Purcell, Jason Evigan, Marina Diamandis, Matthew Knott, Luis Lopez-Cepero – musica: Jack Patterson, Grace Chatto, Mark Ralph)
5. Enjoy Your Life – 3:36 (testo: Marina Diamandis, Jonnali Parmenius, Oscar Holter – musica: Oscar Holter, OzGo)
6. True – 3:29 (testo: Marina Diamandis, Jonnali Parmenius, Oscar Görres, Oscar Holter – musica: OzGo)
7. To Be Human – 4:06 (testo: Marina Diamandis – musica: Joel Little)
8. End of the Earth – 3:41 (testo: Marina Diamandis, Joseph Janiak, James Flannigan – musica: James Flannigan)

Durata totale: 28:49
Fear
1. Believe in Love – 3:33 (testo: Marina Diamandis, Oscar Görres – musica: Oscar Görres)
2. Life Is Strange – 3:17 (testo: Marina Diamandis, Joel Little – musica: Joel Little)
3. You – 3:32 (testo: Marina Diamandis, Jack Patterson, Joseph Janiak – musica: Jack Patterson, Samuel de Jong)
4. Karma – 3:24 (testo: Marina Diamandis, Jack Patterson, Benjamin Berger, Ryan McMahon, Ryan Rabin – musica: Jack Patterson, Mark Ralph)
5. Emotional Machine – 3:16 (testo: Marina Diamandis, Georgia Nott, Caleb Nott, Samuel de Jong – musica: Samuel de Jong)
6. Too Afraid – 3:23 (testo: Marina Diamandis, Justin Parker – musica: Samuel de Jong)
7. No More Suckers – 3:15 (testo: Marina Diamandis, Alexandra Robotham, James Flannigan – musica: Alex Hope, James Flannigan)
8. Soft to Be Strong – 3:47 (testo: Marina Diamandis, Richard Nowels Jr. – musica: Samuel de Jong)

Durata totale: 27:27